# 霍尼森山
46°34′38.1″N 7°34′59.5″E / 46.577250°N 7.583194°E
霍尼森山（Bündihorn），是瑞士的山峰，位於該國中西部，由伯恩州負責管轄，屬於伯爾尼山的一部分，處於弗魯蒂根附近，海拔高度2,454米，每年平均降雨量1,703毫米。